# یو د رو
یو د رو (هلندی: Jo de Roo؛ زادهٔ ۵ ژوئیهٔ ۱۹۳۷) دوچرخه‌سوار اهل هلند است.
از باشگاه‌هایی که در آن رکاب زده‌است می‌توان به تیم دوچرخه‌سواری سن-رافائل اشاره کرد.